# Настільний теніс на літніх Олімпійських іграх 1988
Змагання з настільного тенісу на літніх Олімпійських іграх 1988 в Сеулі тривали з 23 вересня до 1 жовтня в Спортивній залі Сеульського національного університету. Розіграно 4 комплекти нагород. В змагальній програмі Олімпійських ігор настільний теніс був представлений уперше.

## Країни-учасниці
Змагалися 129 спортсменів (81 чоловік і 48 жінок) з 41-єї країни.
- Аргентина (1)
- Австралія (3)
- Австрія (2)
- Бельгія (2)
- Бразилія (2)
- Болгарія (2)
- Канада (3)
- Чилі (3)
- Китай (7)
- Чехословаччина (4)
- Домініканська Республіка (3)
- Єгипет (3)
- Франція (2)
- Гана (1)
- Велика Британія (4)
- Гонконг (6)
- Угорщина (5)
- Індія (3)
- Індонезія (1)
- Ірак (1)
- Італія (1)
- Ямайка (1)
- Японія (7)
- Йорданія (1)
- Малайзія (2)
- Маврикій (2)
- Нідерланди (2)
- Нова Зеландія (2)
- Нігерія (6)
- Пакистан (1)
- Перу (1)
- Польща (3)
- Південна Корея (7)
- СРСР (5)
- Швеція (4)
- Китайський Тайбей (6)
- Туніс (4)
- США (3)
- Венесуела (2)
- Югославія (5)
- Західна Німеччина (6)

## Медальний залік
| Дисципліна                  | Золото                           | Срібло                                 | Бронза                               |
| --------------------------- | -------------------------------- | -------------------------------------- | ------------------------------------ |
| одиночний розряд (чоловіки) | Ю Нам Ґю · Південна Корея        | Кім Ґі Тхек · Південна Корея           | Ерік Лінд · Швеція                   |
| парний розряд (чоловіки)    | Чень Лунцань і Вей Цинґуан (CHN) | Ілія Лупулеску і Зоран Примораць (YUG) | Ан Че Хьон і Ю Нам Ґю (KOR)          |
| одиночний розряд (жінки)    | Чень Цзин · Китай                | Лі Хуейфень · Китай                    | Цзяо Чжимінь · Китай                 |
| парний розряд (жінки)       | Хьон Чон Хва і Ян Йон Ча (KOR)   | Чень Цзин і Цзяо Чжимінь (CHN)         | Ясна Фазлич і Гордана Перкучин (YUG) |

## Таблиця медалей
| Місце              | Країна               | Золото | Срібло | Бронза | Загалом |
| ------------------ | -------------------- | ------ | ------ | ------ | ------- |
| 1                  | Китай (CHN)          | 2      | 2      | 1      | 5       |
| 2                  | Південна Корея (KOR) | 2      | 1      | 1      | 4       |
| 3                  | Югославія (YUG)      | 0      | 1      | 1      | 2       |
| 4                  | Швеція (SWE)         | 0      | 0      | 1      | 1       |
| Загалом (4 збірні) | Загалом (4 збірні)   | 4      | 4      | 4      | 12      |